# Lo Grau (Colldejou)
Lo Grau és una muntanya de 424 metres que es troba al municipi de Colldejou, a la comarca catalana del Baix Camp.